# Albert Bächtold
Albert Bächtold (* 3. Januar 1891 in Wilchingen; † 27. Oktober 1981 in Grüningen; Bürger von Schleitheim) war ein Schweizer Schriftsteller, der seine Werke im Ostschweizer Dialekt des schaffhausischen Klettgaus schrieb. 

## Leben
Bächtold war der Sohn eines Lehrers, der schon früh im Alter von 37 Jahren verstarb. Seine Witwe brachte sich und ihre fünf Kinder mit einem kleinen Lebensmittelladen und Marktbesuchen nur knapp durch. Nach dem Besuch der Primarschule in Wilchingen und der Realschule in Hallau liess sich Bächtold am Lehrerseminar in Schaffhausen zum Primarschullehrer ausbilden. Von 1911 bis 1913 war er Lehrer in Merishausen. 1913 bis 1918 lebte er in Russland, erst als Hauslehrer auf einem Adelsgut bei Kiew, wo es ihm jedoch nicht gefiel, anschliessend in Moskau, wo er eine Kaufmannslehre in einer Firma absolvierte, die optische Instrumente für die russische Armee herstellte. 1917 wurde er Augenzeuge der Oktoberrevolution. Im Oktober 1918 ausgehungert und verarmt in die Schweiz zurückgekehrt, versuchte er zuerst, mit der finanziellen Unterstützung eines Onkels ein Jusstudium zu absolvieren, gab jedoch bald auf. Im Dezember schiffte er sich nach Amerika ein und hielt in den Vereinigten Staaten Vorträge über die russische Revolution, um Geld für die Russlandschweizer zu sammeln.
1921 liess sich Bächtold in Zürich nieder. Er arbeitete als Generalvertreter der De Vry Super Corp. in Europa für den Vertrieb von tragbaren Kinoprojektoren, die er auf seiner Amerikareise kennengelernt hatte; gleichzeitig war der Grossverdiener als Sportberichterstatter tätig. Er führte ein Leben mit Rennwagen und Fliegerei, war mit dem Ballonfahrer Erich Tilgenkamp und dem Flugpionier Walter Mittelholzer befreundet und heiratete ein Mannequin – sowohl diese Ehe wie auch eine spätere scheiterten beide. In der Weltwirtschaftskrise von 1929 erlitt er jedoch grosse Vermögensverluste (Schwarzer Freitag), seine Firma in Chicago machte Konkurs, und sein Geschäft erlebte nach dem Aufkommen des Tonfilms einen generellen Niedergang. Infolgedessen wandte sich Bächtold vermehrt dem Journalismus zu.
In den Dreissiger Jahren begann er sich schriftstellerisch zu betätigen. 1935 schloss er seinen ersten hochdeutschen Roman ab, der auf wenig positive Resonanz stiess und dessen Manuskript er später vernichtete. 1937 erstellte Bächtold einen Plan, sein eigenes bewegtes Leben in Einzelromanen darzustellen, und schrieb seither endgültig in Mundart. In den autobiographischen Büchern in erzählender Prosa tritt er als Peter Räbme («Peter Rebmann») auf.
1939 bis 1941 war Bächtold im Aktivdienst; 1941 bis 1942 wurde er wegen einer Augenerkrankung, die ihn fast erblinden liess, mehrmals in der Augenklinik behandelt. Danach widmete er sich ausschliesslich der Schriftstellerei, erst im «Künstlerhaus» am Zürcher Hirschengraben, dann im mittelalterlichen «Haus zur deutschen Schule» am Zürcher Neumarkt 3. Er führte nun das Leben gleichsam eines Einsiedlers und litt – trotz seiner nach aussen getragenen Fröhlichkeit – an Depression. 1974 siedelte er nach Meilen um, und 1981 zog er ins Pflegeheim «Sonnhalde» in Grüningen ein, wo er kurze Zeit später verstarb. Seine Urne wurde im Geburtsort Wilchingen beigesetzt.
Bächtolds Romane sind nicht Heimatliteratur, sondern ihr Thema ist die weite Welt, und sie kreisen um die Fragen der Menschheit. 1960 erhielt er das Ehrenbürgerrecht der Gemeinde Wilchingen. Das typische Weindorf hatte fast gleichzeitig drei Dichter: Albert Bächtold, Bertha Hallauer (1863–1939) und Ruth Blum (1913–1975). 1951 und 1959 erhielt er Förderpreise und 1971 den Gesamtwerkspreis der Schweizerischen Schillerstiftung sowie den Johann-Peter-Hebel-Preis und den Bodensee-Literaturpreis. Sein Nachlass wird von der Albert Bächtold-Stiftung in Wilchingen verwaltet.
2014 wurde Bächtolds Leben von der Filmemacherin Christina Ruloff (Produzent: Beat Toniolo) unter dem Titel «In Kiev redt me Mundaart – Albert Bächtolds phantastische Reise» verfilmt.

## Werke
- Das Gasthaus zum Engel, Hochdeutsch 1935 (Leben des Grossvaters Johann Böhm, Manuskript nicht erhalten)
- De Tischtelfink. E Bilderbuech us em Chläggi, Zürich 1939 (Geburt und Portrait des Vaters)
- De Hannili-Peter, Zürich 1940 (Kinderzeit in Wilchingen, Portrait der Mutter)
- De goldig Schmid, Roman, Zürich 1942 (Rückkehr in die Heimat), Grosser Preis der Büchergilde Gutenberg
- Wält uhni Liecht, Zürich 1944 (in der Zürcher Augenklinik)
- De Studänt Räbme, Zürich 1947 (Erlebnisse am Lehrerseminar)
- Pjotr Ivanowitsch, Schaffhausen 1950, zwei Bände (Erlebnisse in Russland)
- De Silberstaab, Schaffhausen 1953 (seine wirtschaftliche Erfolgszeit)
- De ander Wäg, Schaffhausen 1957 (während der Wirtschaftskrise in Zürich, Wandel zum Mundartschriftsteller)
- Am Wäg noo. Sprüche in Schaffhauser Mundart, Schaffhausen 1960 (Mundartsprüche)
- D Haametstimm, Schaffhausen 1962 (Erinnerungen an Menschen und Bräuche in Wilchingen)
- S isch groote, Schaffhausen 1972 (Spitalaufenthalt, Suche nach dem Sinn des Lebens)
- Silbertischtle. Öppis zum Lache, Anekdote, Schaffhausen 1974 (Anekdoten und Witze aus dem Schaffhauserland)
- Noosüechle, Anekdote, Schaffhausen 1978 (kleine, heitere Erzählungen)
- D Sprooch isch de Spiegel vom ene Volk. Us siine Büecher, Schaffhausen 1988 (ein Nachruf auf sein Werk, mit Lebensdaten und Werkverzeichnis)

Da Bächtold bis fast ans Lebensende an seinen Romanen feilte, weichen die späteren Auflagen in Einzelheiten oft von der jeweiligen Erstauflage ab.